# ’Anbasa ibn Suhaym al-Kalbi
’Anbasa ibn Suhaym al-Kalbi, aussi connu sous le nom francisé d'Ambiza (en arabe : عنبسة بن سحيم الكلبي), fut un général arabe et un wali (gouverneur) d'Al-Andalus de 722 à 726.
Nommé en août 721 comme successeur d'Abd el Rahman, il organisa durant trois années consécutives des razzias en Septimanie et en Narbonnaise.
Il soumit tout le pays occupé par les Wisigoths dans le nord de l'Espagne, bien qu'il se heurtât, dans les montagnes de Cantabrie et d'Asturies à la résistance organisée par le duc Pierre de Cantabrie et par Pélage, résistance dont les quelques faits d'armes, telle la Bataille de Covadonga, qui passèrent inaperçus des chroniqueurs musulmans, furent exaltés par les chroniqueurs chrétiens pour en faire le point de départ de la Reconquista.
En 725, Ambiza prit lui-même la direction des opérations : il quitta Narbonne et occupa tout le pays jusqu’à Nîmes. Eudes, duc d'Aquitaine lui barra alors le passage et l'obligea à s’engager dans la vallée du Rhône, qu’il ravagea. Il remonta la vallée de la Saône jusqu’à Autun, qu’il mit à sac le 22 août.  
Il fut arrêté à Sens avant de retourner à Narbonne avec son butin où il mourut de ses blessures. 
Udra ben Abd Allah al-Fihri lui succède. 

## Source partielle
- Marie-Nicolas Bouillet  et Alexis Chassang (dir.), « ’Anbasa ibn Suhaym al-Kalbi » dans Dictionnaire universel d’histoire et de géographie, 1878 (lire sur Wikisource)